# 左哈拉
左哈拉（1934年—），全名左哈拉·莎赫玛依娃，女，塔塔尔族，新疆伊犁人，中国舞蹈家，曾任中国舞蹈家协会理事。